# Manos
I Mános (detti altrimenti Mano; Μάνου o Μάνος in greco) sono un'antica famiglia fanariota che si è distinta nelle province greche e rumene dell'Impero ottomano.
La famiglia si insediò a Costantinopoli nella persona di Manolaki (n. 1655), figlio di un Giorgio di Kastoria in Macedonia. Manolaki divenne il capo della corporazione dei pellicciai e fu nominato Gran Logoteta del Patriarcato. A lui si deve la fondazione di numerose scuole greche in varie regioni dell'Impero .
Il figlio Michele (1695-1752) sposò una donna congiunta ai Maurocordato, e nelle generazioni successive la famiglia Manos si legò alle più influenti famiglie fanariote, tra le quali i Ghica, i Suțu, i Caragea, gli Ypsilanti e i Văcărescu. In particolare, Zoe (m. 1759), figlia di Michele, sposò Gregorio II Ghica, principe di Valacchia e di Moldavia. Tra il 1858-1859 Ioan Manu fu tra i tre reggenti (caimacan) della Valacchia, prima della nomina di Alexandru Ioan Cuza.
Nel XIX secolo la famiglia si distinse nelle letteratura, con il poeta e politico greco Konstantinos Manos (1869-1913). Quest'ultimo fu zio di Aspasía Mánou (1896-1972), che nel 1919 sposò il re Alessandro I di Grecia, sollevando uno scandalo per la disparità del matrimonio e una crisi istituzionale, poi ricomposta: la figlia Alessandra (1921-1993) fu regina consorte di Jugoslavia.
Una discendente di Konstantínos, Ileana (1970), ha sposato nel 1997 il principe Carlo Luigi duca di Chartres (1972), nipote di Enrico d'Orléans, Conte di Parigi.